# Julie Rechagneux
Julie Rechagneux, née le 24 janvier 1996, est une femme politique française, membre du Rassemblement national. En 2024, elle est élue députée européenne.

## Biographie
Julie Rechagneux adhère au Front national en 2013 à Clermont-Ferrand et dirige la campagne municipale de la liste conduite par son père sur laquelle elle figure. Elle est conseillère municipale de Lormont depuis mars 2020 et conseillère régionale de Nouvelle-Aquitaine depuis 2021. D'après Rue89, elle se distingue en votant systématiquement contre les projets sociaux et culturels, qui profitent selon elle à des personnes issues de l’immigration. 
Elle est salariée de la société de communication e-Politic, prestataire du RN.
En 2022 elle est candidate aux élections législatives dans la quatrième circonscription de la Gironde. En 2024, elle est en dix-huitième place sur la liste du RN pour les élections européennes et elle est élue le 9 juin. Elle est ensuite investie candidate RN aux élections législatives de 2024 dans la quatrième circonscription de la Gironde. Pour satisfaire aux dispositions légales sur le cumul des mandats, elle abandonne son mandat de conseillère régionale.
Elle annonce en mai 2025 se porter candidate aux élections municipales à Bordeaux de 2026.

## Controverse
En 2017, BuzzFeed publie des photographies sur lesquelles Julie Rechagneux prend la pose avec des militants identitaires que le site identifiera comme des « néonazis ». En 2024, le site StreetPress relève à son tour ses liens avec des groupes néonazis, ainsi qu'avec le groupuscule violent (depuis dissous) Bordeaux nationaliste, avec le milieu skinhead et pétainiste et avec le groupuscule Toutatis Clan. Streetpress relève aussi plus largement la présence de néonazis au sein du Rassemblement national girondin. En 2024, Libération affirme que Julie Rechagneux a employé pendant plusieurs mois un collaborateur tenant un compte Twitter sur lequel il faisait l’apologie du GUD.  